# Монсия
Монсия (кат. Montsià; исп. Montsiá Монтсия)  — район (комарка) в Испании, входит в провинцию Таррагона в составе автономного сообщества Каталония.

## Муниципалитеты
1. Альканар
2. Ампоста
3. Фрежинальс
4. Ла-Галера
5. Годаль
6. Мас-де-Барберанс
7. Масденверже
8. Сан-Карлос-де-ла-Рапита
9. Сан-Жауме-де-Энвежа
10. Санта-Барбара
11. Ла-Сения
12. Ульдекона